# Murjisme

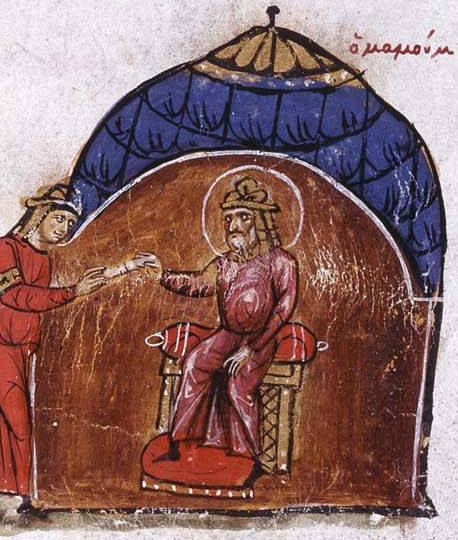
Le calife abasside Al Ma'mun (786-833) est proche du courant murjite.

Le murjisme (en arabe : المرجئة Murji'ah) est une des premières écoles de théologie musulmane, elle émerge au cours du VIIIe siècle. Ses adeptes, murjites ou murji'ites (en arabe : المرجئون), considèrent que l'on ne peut excommunier un musulman à partir de ses actes, puisque seule la foi permet de statuer sur le statut croyant ou mécréant d'une personne.

## Doctrine de l'école

### Sur la foi
Pour les murjites, la foi correspondait à un ensemble de croyances individuelles et était située sur un terrain différent de celui des actes. De ce principe fondamental découlent leur position sur le jugement dit différé. Le théologien Jahm ibn Safwan (mort en 746) est le premier connu à avoir formulé et argumenté en défense de cette doctrine.

### Jugement différé
L’appellation de ce courant vient du terme irjâ’, qui désigne le fait de suspendre son jugement. Les murjites sont ceux qui, sur la question de savoir quel est le sort réservé au croyant pécheur, refusent de se prononcer, considérant qu'il s'agit d'une prérogative divine exclusive. Seul Dieu peut juger, et jugera le jour du Jugement dernier ce qui est le vrai et le faux en Islam. Pour eux, personne ne peut juger qu'un autre est infidèle.
En référence à cette attitude, en attente du jugement divin, la doctrine murjite est désignée comme étant celle du « jugement différé ». Ses partisans se distinguent de ceux qui au contraire défendent le principe de l'excommunication des kharijites. Ceux adeptes de cette dernière interprétation étaient divisés en différents groupes, certains d'entre eux considéraient alors qu'un individu pouvait être considéré mécréant dès lors qu'il se rendait coupable d'un péché majeur. Ces tendances sont évoqués dans les sources sous l’appellation des « partisans de la menace », wa'dîyya en arabe, puisqu'ils insistaient sur la promesse de la menace de Dieu, wa'îd, quant au châtiment de ceux qui pêchent gravement et qui tombent ainsi dans la mécréance.

### Sur l'au-delà
Les murjites rejettent l'idée du châtiment éternel des musulmans pécheurs non-repentis puisque, selon eux, Dieu peut toujours pardonner et décider de ne pas châtier.

### Prédestination
A la différence de leurs contemporains mu'tazilites, les murjites étaient adeptes de la doctrine de la prédestination, c'est-à-dire, de la croyance que Dieu déterminait lui-même la destinée des humains et non des actions volontaires et indépendantes.

### Influence d'Abū Ḥanīfa
Le juriste Abū Ḥanīfa et ses disciples influencent largement le murjisme. Parmi les rares travaux que nous savons authentiques de ce dernier, figure une correspondance adressée à un certain ʿUthmān al-Battī où il défend les idées qui forment ensuite la doctrine de l'école.

#### Arguments à partir de l'exemple prophétique
Pour justifier le fait que les péchés ne suffisent pas à rendre mécréant un individu, il argumente à partir de la mission de Muhammad telle que construite par la Tradition musulmane. En effet, pour les musulmans, le Prophète a d'abord appelé à la reconnaissance de l'Unicité de Dieu (tawhid) avant de légiférer. Abū Ḥanīfa mobilise ici la distinction traditionnelle entre période mecquoise et médinoise de la mission prophétique pour affirmer que la foi est à la fois nécessaire et suffisante pour intégrer un individu à la communauté musulmane, celle-ci se forme dès la prédication à La Mecque. Répondant à son contradicteur, Abū Ḥanīfa dit que si l'on considère qu'untel est musulman en suivant une série de prescriptions, alors se pose le problème du statut des Compagnons du Prophète à la Mecque, au moment même où ces prescriptions n'étaient pas encore révélées.

#### Argument coranique
De plus, Abū Ḥanīfa argumente aussi à partir de l'exégèse qu'il fait de certains versets coraniques. Il considère comme équivalent les termes de īmān “foi” avec dīn “religion”, ce qui lui permet de considérer que le dīn des prophètes mentionné dans le Coran correspond à leur croyance en Dieu, à la reconnaissance de certaines vérités et non à une série d'obligations. Ce sont celles-ci qui déterminent le statut de croyant, pas ses actes. Le pécheur peut donc toujours être qualifié de musulman tant qu'il garde la foi. Cette idée lui permet d'affirmer ensuite que tous les musulmans sont en principe destinés au Paradis, les musulmans pécheurs ne seront châtiés en Enfer que pour une durée limitée, tandis que le châtiment sera éternel pour les mécréants.

## Histoire

### Origine
Avant de faire référence à l'école de théologie, le terme murji'ah renvoyait à un mouvement politico-religieux que l'on peut désigner aujourd'hui par proto-murjisme. Certaines sources en attribuent l'origine à Al-Hasan Ibn Muhammad ibn al-Hanafiyya, petit-fils de Ali. Il aurait écrit un petit traité sur la question de la suspension du jugement, mais l'authenticité de ce document est contestée par des historiens. Comme le fera Abū Ḥanīfa, Al-Hasan refuse de prendre parti, dans les divisions entre Ali, 'Uthmân, Talha et Zubayr lors de la Fitna de 656.
Le mouvement politico-religieux devient progressivement une école de théologie sous l'impulsion d'Abū Ḥanīfa qui pour autant rejette l’appellation de murji'ah, considérant qu'elle est illégitime puisqu'elle est attribuée selon lui par des "innovateurs". Lui qualifie la doctrine murjite comme étant celle des "partisans de la justice et de la sunna" (ahl al-'adl wa ahl al-sunna).

### Relation avec le pouvoir
Les murjites ont été stigmatisés par certains en raison de leur dite accointance avec les Omeyyades. Leurs adversaires leur renvoyaient l’appellation péjorative de « ceux qui adhèrent à la religion des rois ». Ibn Muhammad ibn al-Hanafiyya avait contracté un pacte avec le pouvoir omeyyade qui a pu susciter ce rejet.
Longtemps considéré comme mutazilite, le calife al-Ma'mun était peut-être plus proche du murjisme, par l'intermédiaire de Bishr al-Marisi (ar).
L'historien Claude Guillot confronte cette idée à certains faits documentés où l'on apprend que plusieurs murjites ont participé à des révoltes contre le pouvoir au moment des vives contestations qu'il connaît au début du VIIIe siècle.

### Relation avec les autres courants
La doctrine des murjites est rejetée par leurs contemporains des premiers siècles de l'islam, parmi lesquels traditionalistes et théologiens rationalistes dits mu'tazilites. Ces derniers considéraient au contraire que les péchés graves constituaient un état intermédiaire entre la foi et la mécréance. Elle sera ensuite souvent condamnée par les hérésiographes sunnites qui la classent parmi les courants hétérodoxes.